# Godefroy Brossais-Saint-Marc
Godefroy Brossay-Saint-Marc (5 de fevereiro de 1803 - Rennes, 26 de fevereiro de 1878 em Rennes, foi o primeiro Arcebispo de Rennes.

## Biografia

### Família
Filho de Godefroy Brossay-Saint-Marc, comerciante, e Aimée Couarde, Godefroy Brossay-Saint-Marc nasceu em Rennes e m5 de fevereiro de 1803, no seio de uma honrada família de classe média, ademais proprietária do castelo de Boschet em Bourg-des-Comptes.

### Vigário geral da diocese de Rennes (1834-1841)
Destinado desde cedo a uma carreira eclesiástica, Godefroy Brossay-Saint-Marc foi ordenado sacerdote para a diocese de Rennes em 2 de abril de 1831 pelo Bispo de Lesquen. Este último o tomou como vigário geral em 1834 antes de renunciar ao cargo por motivos de saúde, conseguindo que Godefroy Brossay-Saint-Marc o sucedesse na sede episcopal de Rennes em 1841.

### Bispo então Arcebispo de Rennes (1841-1875)
Nomeado por Louis-Philippe bispo desta cidade25 de fevereiro de 1841, ele recebeu suas bulas papais em12 de julho. Ele foi consagrado10 de agostona nova catedral de Saint-Pierre por seu antecessor, bem como por Dom Bouvier e Dom de Hercé , bispos de Le Mans e Nantes , na presença do arcebispo de Calcedônia, de Dom Paysant e de Dom Graveran, bispos de Angers e Quimper.
Orleanista fervoroso, desempenhou um papel político local após a revolução de 1848, contribuindo notavelmente para a ligação dos fiéis de sua diocese ao Império . Ao fazê-lo, atraiu o reconhecimento de Napoleão III, que favoreceu a fundação de uma arquidiocese em Rennes. A bolha Ubi Premium Placuerit  Ubi Premium Placuerit fumegava 3 de janeiro de 1859 por Pio IX fez dele o primeiro metropolita da Bretanha com como bispos sufragâneos os das dioceses de Quimper-Léon, St-Brieuc-Tréguier e Vannes]. 
Ele favoreceu e contribuiu financeiramente para a reconstrução ou restauração de muitas igrejas da diocese, particularmente a catedral de Rennes , que ele transformou em uma basílica romana. Além disso, seu irmão, Édouard Brossay-Saint-Marc, tentou sua mão na arquitetura, autor em particular das igrejas de Campel, Sainte-Marie, Saint-Thual, La Bosse-de-Bretagne ou Bourg-des-Comptes , fortaleza Brossay-Saint-Marc .
Em termos de educação, esteve na origem do complexo escolar Saint-Vincent Providence em Rennes , primeiro localizado em La Barre-Saint-Just nas instalações do atual colégio Jean-Macé, e atualmente localizado na rue de Paris, desde a lei da separação entre Igreja e Estado. Além disso, incentivou a abertura de escolas primárias mantidas pelas freiras de Rillé,  Paramé e Saint-Méen, ensinando ordens cujas casas-mãe ainda estão localizadas na arquidiocese de Rennes. Também motivou a criação do seminário maior.
No contexto do galicanismo administrativo francês, ele gradualmente considerou que o único caminho da Igreja francesa era o ultramontanismo , trabalhando para que o papa recuperasse seu poder temporal.
O bispo Brossay-Saint-Marc foi o arquiteto do retorno dos Carmelitas e Carmelitas a Rennes, e seu episcopado viu a fundação da ordem das Irmãzinhas dos Pobres, bem como a congregação das Irmãs da Imaculada em São Méen -Le-Grand que ele reconhece a 28 de agosto de 1842.

### Cardeal (1875-1878)
Padre conciliar durante o Concílio Vaticano I, foi elevado ao cardinalato pelo Papa Pio IX durante o consistório de 17 de setembro de 1875, mas não pôde participar do conclave de 1878 quem elegeria Papa Leão XIII .

## Morte
Ele morreu em Rennes em 26 de fevereiro de 1878, Dom Brossay -Saint-Marc está enterrado no coro da Catedral de Saint-Pierre, em frente ao altar-mor.

## Link Externo
- Salvador Miranda. fiu.edu – The Cardinals of the Holy Roman Church (em inglês). Universidade Internacional da Flórida http://cardinals.fiu.edu/ Em falta ou vazio |título= (ajuda)
- Cheney, David M. «Paul Cullen» (em inglês). Catholic-Hierarchy.org
- Kongregation für die Evangelisierung der Völker